# 長岡市立関原中学校
長岡市立関原中学校（ながおかしりつ せきはらちゅうがっこう）は、新潟県長岡市関原南に所在する市立中学校。

## 概要
1947年に開校。通称は「関中」(せきちゅう)。全校生徒数179名（1年61名・2年65名・3年53名、2008年度）。

## 沿革
- 1947年5月1日 - 関原町立関原中学校として開校。
- 1950年9月1日 - 関原町・王寺川村組合立関原中学校と改称。
- 1954年11月1日 - 王寺川村の長岡市への編入合併に伴い関原町立関原中学校と改称。
- 1957年4月1日 - 雲出地区の生徒が関原町への編入合併に伴い転入。
- 1957年10月1日 - 長岡市への編入合併に伴い現校名に改称。
- 1961年5月15日 - 校旗樹立。
- 1962年5月15日 - 校歌制定。
- 1962年12月15日 - 校門竣工。
- 1965年4月1日 - 特殊学級開設。
- 1965年10月18日 - 校舎増築竣工（理科・家庭科室）。
- 1966年7月16日 - 創立20周年記念式典挙行。
- 1977年10月23日 - 創立30周年記念式典挙行。
- 1987年10月1日 - 創立40周年記念式典挙行。
- 1990年7月24日 - 新校舎竣工。
- 1990年9月3日 - 完全給食開始。
- 1992年2月29日 - 新体育館竣工。
- 1992年3月8日 - 校舎改築竣工記念式典・祝賀会挙行。
- 1993年10月27日 - コンピュータ教室開設。
- 1995年6月16日 - プール竣工。
- 1996年11月3日 - 創立50周年記念式典挙行。温室「四季の家」・ソーラー時計設置。
- 2000年9月1日 - インターネット接続完了。
- 2004年8月・9月 - エアコン設置完了。
- 2004年9月 - コンピュータ40台入替。
- 2004年10月23日 - 新潟県中越地震発生。校舎内外に被害を受ける。
- 2006年11月4日 - 創立60周年記念式典・講演会挙行。

## 通学区域
#外部リンクを参照。

### 進学前小学校
- 長岡市立関原小学校

## 交通
- 越後交通「関原二丁目」バス停（県道467号上）から徒歩5分
- 同「関原南」バス停（国道8号上）から徒歩5分